# 2S7 피온

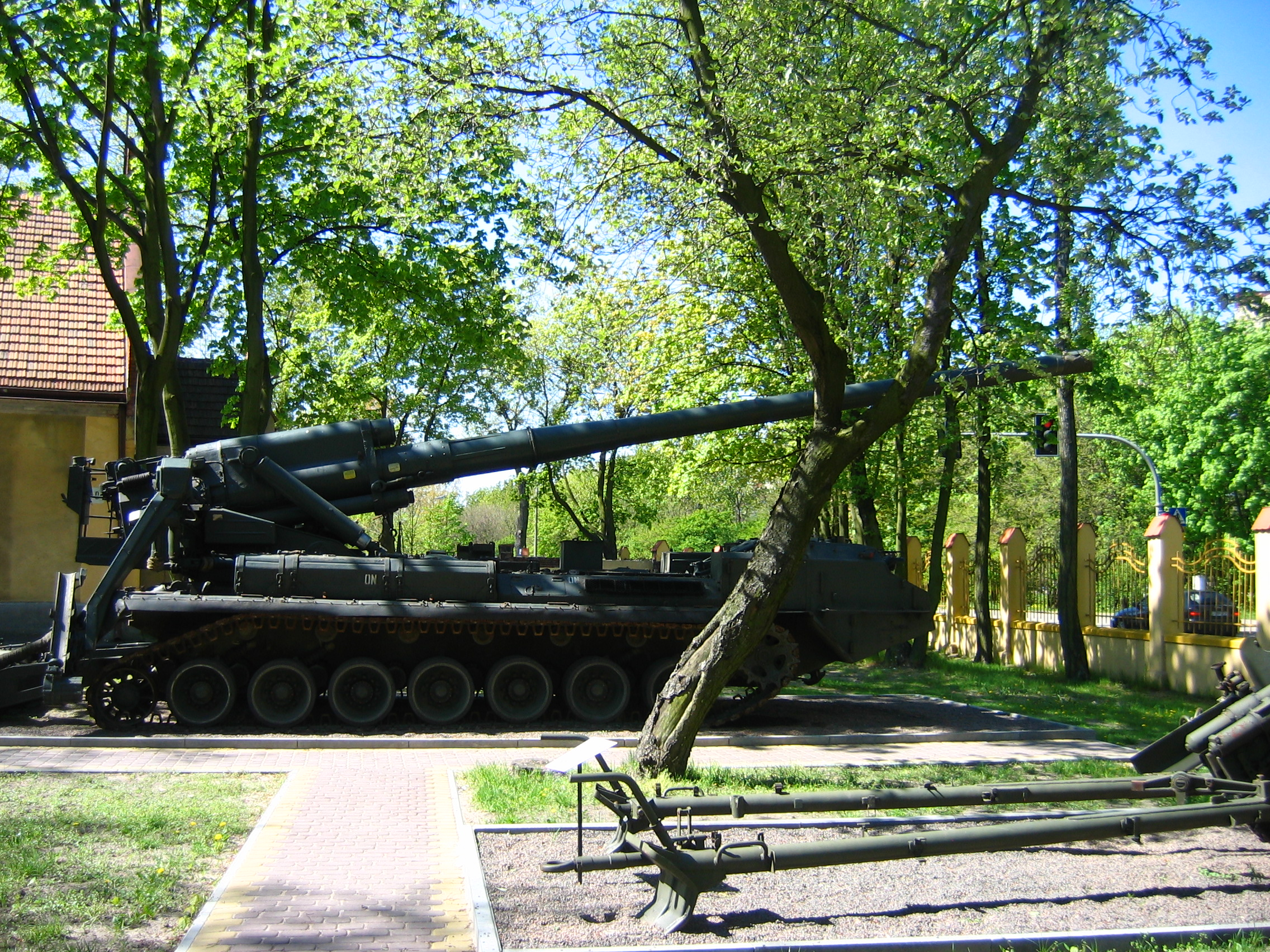

2S7은 소련의 자주포이다. 자주포 중에서도 세계 최대규모의 자주포로, 무려 203mm(8인치) 주포를 장착, M110 자주포와 같은 구경이다. 그러나 워낙 큰 구경인지라 발사속도와 기동성이 매우 좋지 않아 소량 생산된 자주포이다. 매우 적은 양이 배치되어 있다.

## 성능
- 무장: 203mm 곡사포
- 발사속도: 2분에 3발
- 사거리: 일반탄 사용시 37.5km, 사거리 연장탄 사용시 47.5km, 개량 연장탄 사용시 55km
- 승무원: 7명
- 최대속도: 50km/h
- 탄약적재량: 4발(이외에는 보급차량 휴대)
- 운용: 러시아 육군 - 130문

## 같이 보기
- M109 자주포
- 2S5